# Dale Joseph Melczek

Bischofswappen von Dale Joseph Melczek

Dale Joseph Melczek (* 9. November 1938 in Detroit; † 25. August 2022 in Gary) war ein US-amerikanischer Geistlicher und römisch-katholischer Bischof von Gary.

## Leben
Dale Joseph Melczek empfing nach seiner theologischen Ausbildung am 6. Juni 1964 durch den  Erzbischof von Detroit, John Francis Kardinal Dearden, die Priesterweihe.
Papst Johannes Paul II. ernannte ihn am 3. Dezember 1982 zum Weihbischof in Detroit und Titularbischof von Tragurium. Der Erzbischof von Detroit, Edmund Casimir Szoka, spendete ihn am 27. Januar des nächsten Jahres die Bischofsweihe; Mitkonsekratoren waren Harold Robert Perry SVD, Weihbischof in New Orleans, und Arthur Henry Krawczak, Weihbischof in Detroit.
Am 19. August 1992 wurde er zum Apostolischen Administrator von Gary ernannt. Am 28. Oktober 1995 wurde er zum Koadjutorbischof von Gary ernannt. Nach der Emeritierung Norbert Felix Gaughans folgte er ihm am 1. Juni 1996 als Bischof von Gary nach.
Bischof Melczek engagierte sich in der Bischofskonferenz der Vereinigten Staaten als Mitglied des Komitees für menschliche Werte, des Nominierungskomitees, des Komitees für den Diakonat, des Komitees für Ehe und Familie, des Agenda-Komitees, des Haushalts- und Finanzkomitees, des Komitees für religiöses Leben und Dienst, des Komitees für soziale Entwicklung und Weltfrieden, des Komitees für internationale Politik, des Verwaltungsrates, des Ad-hoc-Komitees für Mittel- und Osteuropa und des Komitees für wirtschaftliche Belange des Heiligen Stuhls. Er war Vorsitzender der Bischofskommission für den Diakonat und des Nominierungsausschusses. Von November 2002 bis November 2005 war Bischof Melczek Vorsitzender des Bischöflichen Ausschusses für die Laien. Er war Mitglied des Gemeinsamen Ausschusses der römisch-katholischen und orthodoxen Bischöfe. Von 2002 bis 2007 war er außerdem bischöflicher Verbindungsmann zur National Association of Catholic Chaplains.
Im November 1996 wurde Melczek in den Vorstand der Hilfsorganisation Catholic Relief Services (CRS) gewählt. Er besuchte im Auftrag der CRS Projekte des katholischen Hilfswerks auf den Philippinen (1997), Myanmar und Kambodscha (1998), Indonesien und Osttimor (1999), Demokratische Republik Kongo und Kongo-Brazzaville (2000), Angola (2001) und Tansania (2002).
Mit seinen Hirtenbriefen „Die vielen Gesichter unserer Kirche: ein Hirtenbrief über kulturelle Vielfalt“ stellte er sich 2002 und 2003 mit „Geschaffen nach Gottes Bild: Ein Hirtenbrief über die Sünde des Rassismus und ein Aufruf zur Umkehr“ gegen den Rassismus im Nordwesten des  Bundesstaates Indianas.
Bischof Melczek war von 2002 bis 2007 Co-Vorsitzender des Race Relations Council of Northwest Indiana in Valparaiso, Indiana.
Papst Franziskus nahm am 24. November 2014 seinen altersbedingten Rücktritt an. Er wals als Emeritus im Bistum Gary und Pfarrverwalter von St. Mary of the Lake in Gary (Indiana) tätig.
Dale Joseph Melczek verstarb am Morgen des 25. August 2022 in Gary an den Folgen eines Schlaganfalls.